# San Remigio (Cebu)
San Remigio is een gemeente in de Filipijnse provincie Cebu. Bij de census van 2015 telde de gemeente bijna 58 duizend inwoners.

## Geografie

### Bestuurlijke indeling
San Remigio is onderverdeeld in de volgende 27 barangays:
| - Anapog - Argawanon - Bagtic - Bancasan - Batad - Busogon - Calambua - Canagahan - Dapdap | - Gawaygaway - Hagnaya - Kayam - Kinawahan - Lambusan - Lawis - Libaong - Looc - Luyang | - Mano - Poblacion - Punta - Sab-a - San Miguel - Tacup - Tambongon - To-ong - Victoria |

## Demografie
San Remigio had bij de census van 2015 een inwoneraantal van 57.557 mensen. Dit waren 6.163 mensen (12,0%) meer dan bij de vorige census van 2010. Ten opzichte van de census van 2000 was het aantal inwoners gegroeid met 13.529 mensen (30,7%). De gemiddelde jaarlijkse groei in die periode kwam daarmee uit op 1,77%, hetgeen hoger was dan het landelijk jaarlijks gemiddelde over deze periode (1,72%).

De bevolkingsdichtheid van San Remigio was ten tijde van de laatste census, met 57.557 inwoners op 95,27 km², 604,1 mensen per km².